# نادا فوجین
نادا فوجین، اوتومو-ناتا جه‌زه‌بل (به ژاپنی: 奈多夫人 Ōtomo-Nata Jezebel) یک زن اشرافی در دوره سنگوکو و نخستین زن دایمیوی مسیحی اوتومو سورین بود. او به‌طور فعال در برابر مأموریت یسوعیان در ژاپن (تاریخ کلیسای کاتولیک در ژاپن) و گسترش مسیحیت در کیوشو مقاومت کرد. نفوذ مذهبی و سیاسی او به قدری زیاد بود که در واقع لیدی ناتا رهبر اصلی نیروی ضد مسیحی در استان بانگو در دوران حکومت اوتومو سورین بود.